# Батюшков Помпей Миколайович
Помпе́й Микола́йович Ба́тюшков (рос. Помпей Николаевич Батюшков; * 1811 — † 20 березня 1892) — російський історик. Молодший брат поета Костянтина Батюшкова.

## Біографія
Народився Помпей Батюшков 14 квітня 1811 року в Санкт-Петербурзі в знатній дворянській сім'ї, яку прославив його брат Костянтин Батюшков. Син Миколи Львовича Батюшкова (1755—1817) від другого шлюбу (поет Костянтин Батюшков був його сином від першого шлюбу, тобто Помпей і Костянтин були однокровними братами).
Помпей освіту здобував спочатку в приватному пансіоні для столичної аристократії, згодом у вищому артилерійському училищі. Проте до військової служби Помпей Батюшков не мав потягу. 1850 року його призначили віце-губернатора Ковенської губернії. Потім він тривалий час працював попечителем Віленського навчального округу. На цих посадах Батюшков віддано служив самодержавству, був знаряддям його русифікаторської політики, боровся з польським національно-визвольним рухом. Дійшло навіть до того, що з його наказу зі шкіл Прибалтики звільнили всіх учителів-поляків.
У 1870—1882 роках Помпей Батюшков працював у Москві. Тут він відзначився як віце-президент слов'янського комітету, що організовував солідарність громадськості з боротьбою балканських народів проти османського іга, збирав кошти на потреби російсько-турецької війни 1877—1878 років.
Від 1882 року Батюшков постійно проживав у Петербурзі і повністю присвятив себе науковій, літературній та видавничій діяльності.
Після важкої хвороби Батюшков 20 березня 1892 року пішов з життя. Його поховали на в Новодівочому монастирі в Москве.

## Праці
Ще з 1860-х років Помпей Батюшков став відомий у наукових колах Росії низкою праць. Так, 1863 року в Санкт-Петербурзі було видано його «Атлас народонаселения Западно-Русского края по исповеданиям». У 1868—1885 роках у Санкт-Петербурзі побачили світ вісім випусків серійного видання «Памятники русской древности в западных губерниях», в якому вперше було зібрано ілюстрації, малюнки, гравюри унікальних пам'яток старовини Прибалтики, Білорусі, Волині та Поділля. Правда, як зазначають сучасні дослідники, в цих виданнях автор надавав перевагу пам'яткам російської культури й ігнорував місцеву історичну традицію .
З власної ініціативи, яку підтримали царський уряд і Російська академія наук, із середини 1880-х років Помпей Батюшков приступив до створення узагальненої історії західних губерній. Для цього він підібрав авторський колектив, до якого ввійшли талановиті вчені: професор Київської духовної академії Микола Петров — автор основного тексту книг, петербурзький історик Митрофан Городецький — редактор текстів, а також місцеві дослідники і краєзнавці. Сам Батюшков здійснював організаційне та науково-методичне керівництво, розробку окремих розділів, узяв на себе видавничі турботи.
Зусиллями цього творчого колективу в Санкт-Петербурзі побачили світ ілюстровані книги, які тоді заклали міцний ґрунт розвитку історичного краєзнавства:
- «Холмская Русь. Историческое описание» (1887),
- «Волынь. Исторические судьбы Юго-Западного края» (1888),
- «Белоруссия и Литва. Историческое описание» (1890),
- «Подолия. Историческое описание» (1891),
- «Бессарабия. Историческое описание» (1892).

Спочатку Помпей Батюшков планував об'єднати в одну книгу історичний опис Бессарабії та Поділля. Та з історії Поділля було зібрано такий багатющий і насичений матеріал, що вирішили його видати окремо.
Помпей Батюшков планував у лютому 1892 року прибути до Кам'янця-Подільського для презентації книги «Подолия» та з зв'язку з обранням його почесним членом Подільського єпархіального історико-статистичного комітету. Проте на заваді стала важка хвороба, а в березні смерть Помпея Миколайовича. Цій сумній події в Кам'янці-Подільському було приурочено заупокійну літургію в православному кафедральному соборі, під час якої преосвящений Подільської єпархії Димитрій високо оцінив подвижницьку діяльність на ґрунті історії Помпея Миколайовича Батюшкова.
Російська академія наук запровадила наукову премію і медаль імені Батюшкова, якими до 1917 року відзначали вчених, що досягли найбільших здобутків у дослідженні регіонів імперії.
Хоча сьогодні постать Помпея Батюшкова трактується в Україні неоднозначно, проте видані ним книги з минувшини Поділля та Волині стали класикою історико-краєзнавчої літератури 19 століття. І сьогодні вони викликають інтерес у дослідників і любителів старовини. Тож 2004 року книгу «Волинь: Історичні долі південно-західного краю» було перекладено українською мовою й перевидано в Дніпропетровську .